# Cyperochloa
Cyperochloa is een geslacht uit de grassenfamilie (Poaceae). De enige bekende soort van dit geslacht (Cyperochloa hirsuta) komt voor in Australië.